# Mira (кіберспортсмен)
Мирослав Колпаков, більш відомий як «Mira» (3 листопада 1999 , Луцьк ) — український кіберспортсмен, переможець чемпіонату світу з Dota 2 The International 2021 та 2023 років.

## Життєпис
Дитинство провів в Луцьку, захопився відеогрою Dota 2 у віці 12 років, до цього грав у Counter-Strike. Протягом наступних чотирьох років поєднував захоплення грою та навчання, намагаючись вступити до університету. Вступивши до вишу, повернувся до активної гри у Dota 2. Деякий час жив у Варшаві, але невдовзі повернувся до України.
В перших міксах «Mira» грав під час навчання на першому курсі. У 2019 році потрапив до першої професійної команди Cascade, а на початку 2021 року перейшов до Team Spirit. Грав на «четвертій позиції», виступаючи в ролі гравця підтримки. До своїх улюблених героїв відносив Mirana, Dark Willow та Rubick.
Несподівано для всієї світової спільноти, Team Spirit отримали право участі в найбільшому турнірі року The International 2021. Більш того, команда зуміла виграти його, перебуваючи в статусі аутсайдера. Сума призових, що отримав Колпаков, як і кожен з чотирьох партнерів по команді, склала 3,6 млн доларів — найбільший приз в історії кіберспорту.
Іншим значним досягненням Мирослава в складі Team Spirit стала перемога на мейджор-турнірі від Valve PGL Arlington Major в серпні 2022 року.